# سیارک ۲۵۶۸۵
سیارک ۲۵۶۸۵ (به انگلیسی: 25685 Katlinhornig، نامگذاری:2000AK116)۲۵۶۸۵مین سیارک کشف شده‌است که در ۰۵ ژانویه ۲۰۰۰ کشف شد.